# 狭叶密花树
狭叶密花树（学名：Rapanea kwangsiensis var. lanceolata）为紫金牛科密花树属下的一个变种。

## 扩展阅读
- 維基物種上的相關：狭叶密花树